# Elginia

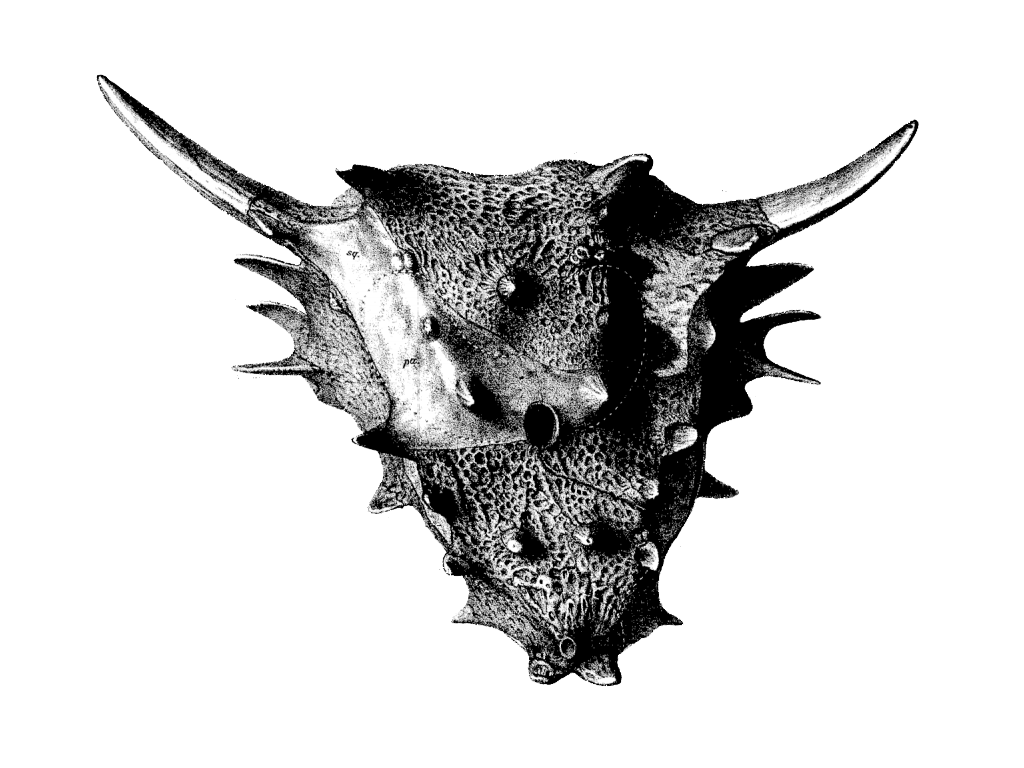
Elginia mirabilis kranium.

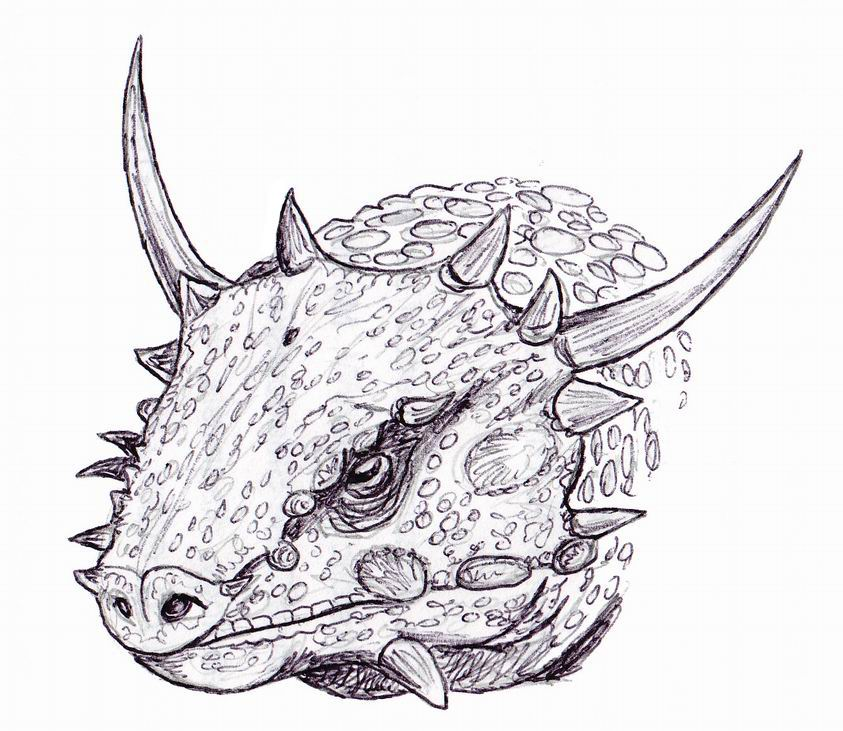
Illustration av Elignias huvud.

Elginia är ett utdött släkte parareptiler tillhörande familjen pareiasaurier, som levde under perm och kunde bli upp till 60 cm lång. Elginia var en mycket liten pareiasaurie eftersom alla de andra släktena blev i genomsnitt 3 meter långa. Fossil har hittats i Elgin i Skottland. Dess huvuden var beklädda med taggar, det länsta paret växte från baksidan av skallen. Taggarna användes troligen mer för synens skull än till försvar.